# Plouvara
Plouvara település Franciaországban, Côtes-d’Armor megyében. Lakosainak száma 1149 fő (2022. január 1.). Plouvara Boqueho, Cohiniac, Plélo, Plerneuf, Saint-Donan és Châtelaudren-Plouagat községekkel határos.

## Népesség
A település népességének változása:
| Lakosok száma | 793  | 864  | 933  | 1045 | 1133 | 1143 | 1147 | 1160 | 1158 | 1149 |
|               | 1968 | 1982 | 1990 | 2006 | 2013 | 2015 | 2017 | 2019 | 2020 | 2022 |